# 에스타디오 호세 아말피타니
에스타디오 호세 아말피타니(Estadio José Amalfitani)은 아르헨티나 부에노스 아이레스의 리니에르스 지구에 있는 축구 경기장으로 아르헨티나 프리메라 디비시온 벨레스 사르스필드의 홈구장으로 사용되고 있다. 엘 포르틴(El Fortín, 성채)라는 별명을 갖고 있으며 아르헨티나 이외의 나라에선 홈팀의 이름을 쫓아 벨레스 사르스필드라고 부르기도 한다. 이 곳에선 종종 아르헨티나 럭비 국가대표팀 로스 푸마스가 테스트 매치를 치르기도 하며, 유명 가수들의 콘서트도 이루어진다.

## 역사
이 경기장이 건설되기 전까지 벨레스 사르스필드는 바루알도 루로 비쟈 거리에 있는 그림같은 경기장을 사용했다. 그 경기장의 별칭이 '엘 포르틴'이었다. 1943년 구단은 부에노스 아이레스 서부 철도(Ferrocarril Oeste)로부터 말도나도의 습지를 양도받을 수 있었고, 2년간 습지를 매꾸고 터를 다진 후 엘 포르틴의 관중석을 옮기기 시작했다. 개장 경기는 리버 플레이트와 치렀으며, 결과는 2:2 동점이었다. 1947년 당국은 같은 장소에 새로운 경기장을 짓기 시작했다. 기존의 목재 경기장에서 콘크리트 경기장으로 교체하는 것이었다. 45 미터 높이의, 네 개의 커다란 조명탑이 이때 설치되었다. 1968년에는 이 곳에서 펠레가 활약하던 산투스 FC와의 친선경기가 열리기도 했다.

## 1978년 FIFA 월드컵
1976년 쿠데타를 일으켰던 당시 군사 정권의 호르헤 라파엘 비델라 중장은 월드컵을 통해 국력을 과시하길 원했고, 'Ente Autárquico World 78'(EAM 78)라는 월드컵 조직위원회를 구성했다. 최고의 세계 축구 이벤트를 유치한다는 핑계와 함께 군부 정권의 취약성을 극복하기 위한 전국적인 세력 구축이 주목적이었다.
호세 아말피타니도 그때 리모델링을 거쳤다. 정부 주도하에 군사 목적을 겸한 세 개의 경기장 건물과 기반시설이 확충되었다. EAM78 계획은 모두 육군의 손을 거쳐 이루어졌고, 월드컵 개최가 확정되지도 않은 상태에서 예산 집행 보증이 이루어졌다. 이때 집행된 막대한 예산들은 대부분 기념비적인 경기장들을 짓는 데 사용되었으며, 1982년 스페인 월드컵의 무려 다섯 배나 되는 예산이 소요되었다. FIFA 요구조건을 충족하기 위해 당시 호세 아말피타니는 관중석이 49,540 석 규모로 확충되었다.

## 최근의 보수
2006년 보수공사를 통해 미디어석과 화장실들, 그리고 새 음향시설, 최신식 컬러 전광판이 설치되었다.

## 교통
- 버스(콜렉티보) : 1, 2, 4, 5, 21, 28, 34, 46, 47, 52, 80, 86, 96, 106, 109, 117, 162, 172번

## 갤러리

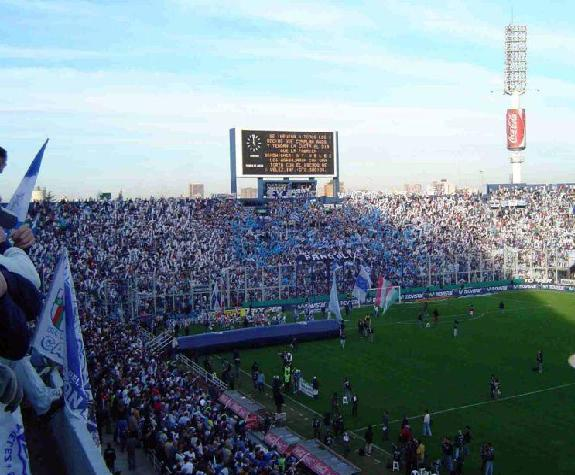
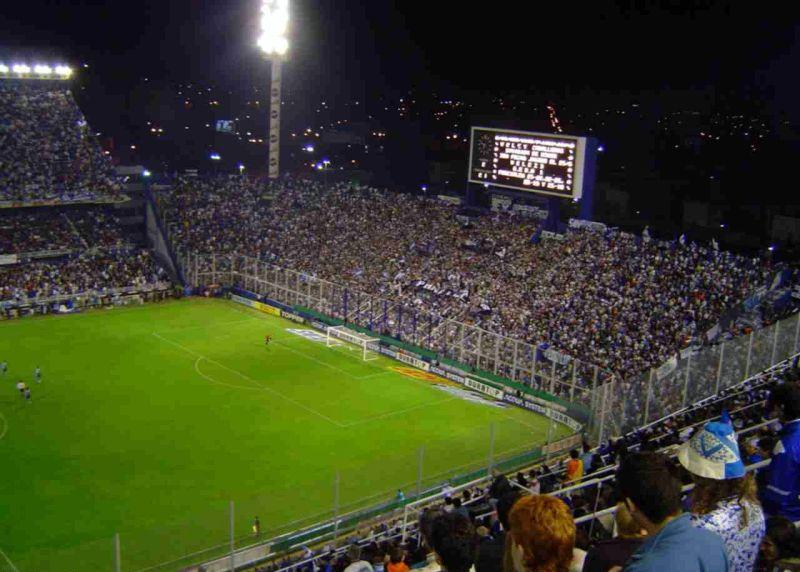

## 기록

### 1978년 FIFA 월드컵

#### 1라운드
| 날짜            | 팀 1       | 스코어 | 팀 2   | 라운드 |
| --------------- | ---------- | ------ | ------ | ------ |
| 1978년 6월 3일  | 오스트리아 | 2 - 1  | 스페인 | 3조    |
| 1978년 6월 7일  | 오스트리아 | 1 - 0  | 스웨덴 | 3조    |
| 1978년 6월 11일 | 스페인     | 1 - 0  | 스웨덴 | 3조    |